# Provincia de Ruyigi
La Provincia de Ruyigi es una de las diecisiete Provincias de Burundi. Cubre un área de 2.339 km² y alberga una población de 370.000 personas. La capital es Ruyigi.

## Comunas con población en agosto de 2008
- Butaganzwa 63,186
- Butezi 39,178
- Bweru 37,502
- Gisuru 99,461
- Kinyinya 53,038
- Nyabitsinda 51,534
- Ruyigi 56,631